# شیر خان (فیلم)
شیر خان (انگلیسی: Sher Khan) فیلمی پاکستانی به کارگردانی یونس مالیک است که در سال ۱۹۸۱ منتشر شد. از بازیگران آن می‌توان به سلطان رائه مصطفی قریشی اقبال حسن در نقش شیر خان اشاره کرد. منتشر شده در سال ۱۹۸۱ یکی از تولیدات فوق‌العاده سال است. این پروژه چند ستاره سلطان رائه انجمان مصطفی قریشی و بهار بود. به استثنای ستارگان فوق‌العاده یکی از برجسته‌ترین فیلم‌ها، نمره آن توسط وجاهات آتری توسط نورجان ارائه شده‌است. ۱۹۸۱ هنوز تحت جادوی ماولا جات مشهور بود (چندین بار توسط هیئت مدیره سانسور ممنوع شد و نظم و انضباط دادگاه برابر تعداد دفعاتی بود). این فیلم نه تنها برای ریخته‌گری سلطان رائه مصطفی قریشی نه تنها به دلیل اقدامات خشونت‌آمیز و انتقام جنجالی نهفته بود. خانم پوستر از مولو جت برش داده و چسبناک تر شده بود، چرا که کارگردان یونوس مالیک و فیلم‌نامه‌نویس ناصر عدیبه در هر دو فیلم حضور داشتند. ۱۹۸۱ در فیلم‌های پنجابی به تنهایی برای سالا صحابه چان ورهام مولو جات تی نووری نات جت در لندن و بسیاری دیگر رفت. یونوس مالیک خودش فیلم‌های عمده فروشی و عمده فروشی را تولید کرد، هنوز هم تحت موفقیت ماولا جت است.

## بازیگران
- سلطان رائه در نقش سلطان
- انجمان در نقش تنگوالی
- مصطفی قریشی در نقش هائیت خان
- اقبال حسن در نقش شیر خان
- حبیب در نقش جیلور
- نزلی
- نانا
- بهار
- سما
- عدیاب
- الیاس کاشمیری
- اقبال دورانی
- الفتف خان
- حیدر عباس
- علیا _____مهمان
- طلیش

## فهرست آهنگ
| شیر خان ۱۹۸۱ | شیر خان ۱۹۸۱                 | شیر خان ۱۹۸۱ | شیر خان ۱۹۸۱ |
| شماره        | نام                          | نویسنده(ها)  | مدت          |
| ------------ | ---------------------------- | ------------ | ------------ |
| ۱.           | «میں وی بدنام سیاں»          | نور جاهن     | ۳:۰۶         |
| ۲.           | «چڈ کی میله ٹور چلیاں ای»    | مسود رانا    | ۴:۵۵         |
| ۳.           | «جانجاریا پنه دوو»           | نور جاهن     | ۵:۱۴         |
| ۴.           | «توں ای ماهی چحله»           | نور جاهن     | ۴:۴۱         |
| ۵.           | «میں چاری چوبری اشق»         | نور جاهن     | ۵:۰۷         |
| ۶.           | «تو جی مرئای، هامشا کلوراون» | نور جاهن     | ۴:۰۲         |
| مجموع مدت:   | مجموع مدت:                   | مجموع مدت:   | ۲۷:۰۴        |